# ايفان كيكويفيتش
ايفان كيكويفيتش هو لاعب كرة قدم من الجبل الأسود يلعب كمدافع مع نادي البسيط.